# Chris Davies (homme politique conservateur)
Pour les articles homonymes, voir Chris Davies.
Christopher Paul Davies  (né le 18 août 1967)  est un homme politique britannique du Parti conservateur. Il est député de Brecon et Radnorshire après avoir remporté le siège aux élections générales de 2015 . En mars 2019, il plaide coupable à deux chefs de fraude concernant des dépenses parlementaires  et le 21 juin 2019, il est démis de ses fonctions par une requête en révocation . Il se présente nouveau comme conservateur lors de l'élection partielle qui suit, mais perd face à la candidate libérale démocrate Jane Dodds.

## Jeunesse
Davies est scolarisé à Morriston, au pays de Galles. Il travaille comme commissaire-priseur rural et agent immobilier avant de diriger un grand cabinet vétérinaire à Hay-on-Wye. Il est un commentateur régulier du ring principal du Royal Welsh Show.

## Carrière politique
Davies est candidat conservateur pour Brecon et Radnorshire aux élections de 2011 à l'Assemblée galloise.
Il est élu au Conseil du comté de Powys en 2012, représentant le quartier de Glasbury .
Il est élu pour la première fois au Parlement britannique en tant que député de Brecon et Radnorshire aux élections générales de 2015, battant le libéral-démocrate sortant Roger Williams. Il est réélu avec une majorité renforcée aux élections de 2017. Au cours de la campagne électorale de 2017, Davies est condamné à rembourser le coût de 7 500 enveloppes de la Chambre des communes, d'un coût de 5 037,90 £, qu'il a utilisées pour envoyer des sondages à ses électeurs, une semaine après la décision de dissoudre le Parlement pour les élections générales. L'Independent Parliamentary Standards Authority juge que Davies « aurait pu raisonnablement prévoir que les réponses à l'enquête n'arriveraient pas à temps pour qu'il puisse les utiliser à des fins parlementaires », et le contenu de la lettre était « susceptible d'être lu comme un manifeste politique »". Davies s'est excusé et a accepté de rembourser les frais .
Davies est un eurosceptique de longue date et membre du Groupe de recherche européen. En février 2019, Davies indique qu'il est un partisan réticent de l'accord de retrait de l'UE de Theresa May, expliquant qu'il a voté en faveur de la stratégie du gouvernement, car un Brexit sans accord restait "sur la table" .
Il est membre du comité restreint des affaires galloises et, en 2018, est nommé secrétaire parlementaire privé de Stuart Andrew et Nick Bourne au ministère du Pays de Galles.

## Demandes de remboursement
En avril 2018, l'Independent Parliamentary Standards Authority – qui supervise les dépenses des députés – signale Davies à la police métropolitaine « en relation avec une allégation de notes de frais frauduleuses soumises par un individu ». Davies déclare qu'il avait commis une "erreur honnête" dans le formulaire de dépenses qu'il a soumis pour des photographies à son bureau de circonscription de Builth Wells. Accusé d'avoir falsifié deux factures de 450 £ et 250 £ plutôt que de soumettre la véritable réclamation de 700 £ pour les photographies, Davies attribue la réclamation à « mon inexpérience du code IPSA » et déclare qu'il n'avait rien fait de mal .
En janvier 2019, la police transmet un dossier au Crown Prosecution Service (CPS) . Le 21 février 2019, le CPS annonce que Davies a été inculpé de deux chefs d'accusation de fabrication d'un faux instrument et d'un chef d'accusation de fourniture d'informations fausses ou trompeuses pour les demandes d'allocation. Il plaide coupable à deux chefs d'accusation le 22 mars 2019 devant la Crown Court de Southwark. Le 23 avril 2019, il est condamné à 50 heures de travail d'intérêt général, assorti d'une amende de 1 500 £ . La condamnation déclenche automatiquement la pétition de rappel de Brecon et Radnorshire de 2019 où 19% des électeurs demandent le rappel de Davies sur une période de six semaines. Dépassant le seuil des 10 %, son siège est déclaré vacant et il cesse automatiquement d'être député, ce qui nécessite une élection partielle ,.
Davies se présente à l'élection partielle en tant que candidat du Parti conservateur . Il perd face à la candidate libérale-démocrate Jane Dodds le 1er août 2019 .
Il est ensuite sélectionné pour se présenter à Ynys Môn aux élections générales britanniques de 2019, mais se retire après que d'autres conservateurs gallois aient critiqué sa sélection.